# 11月4日
11月4日（じゅういちがつよっか）は、グレゴリオ暦で年始から308日目（閏年では309日目）にあたり、年末まであと57日ある。

## できごと
- 1737年 - サン・カルロ劇場が開場[1]。

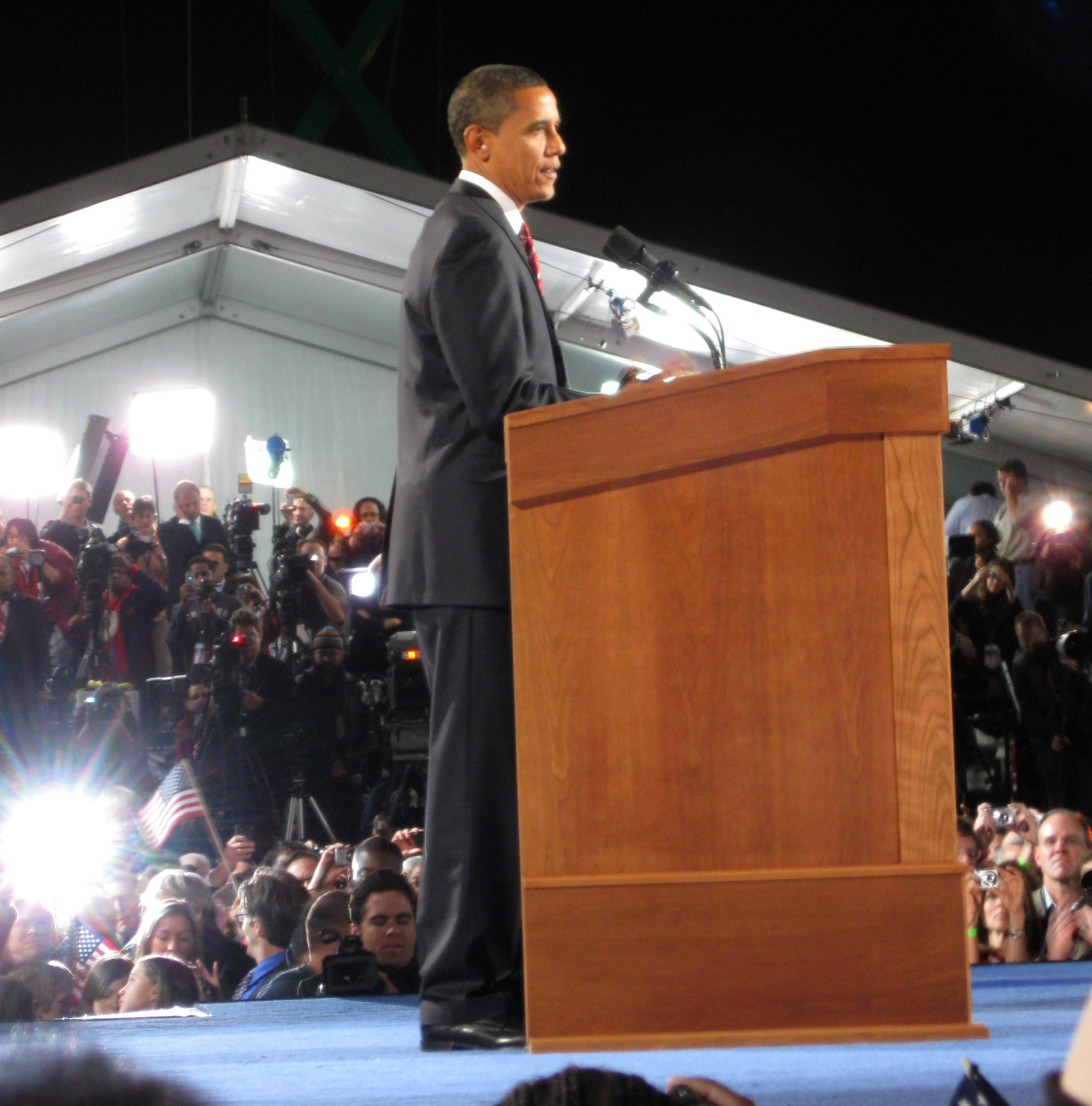
2008年アメリカ合衆国大統領選挙(2008)。グラント・パークで勝利宣言をするバラク・オバマ。

- 1783年 - モーツァルトの『交響曲第36番〈K.425 リンツ〉』が初演。この日の演奏会のために4日間で作曲された。
- 1852年 - カミッロ・カヴールがサルデーニャ王国首相に就任。
- 1869年 - イギリスの総合学術誌『ネイチャー』が創刊[2]。
- 1872年（明治5年10月4日）- フランス人の生糸技術者ポール・ブリューナ指導の下、日本初の本格的な器械製糸工場、富岡製糸場が操業開始。
- 1887年 - 大阪府から分離して奈良県を再置。
- 1917年 - 柴田德次郎が、同志らと東京麻布に私塾「国士舘」を創立。現在の国士舘大学の創立記念日。
- 1918年 - 第一次世界大戦: イタリア戦線の停戦協定が発効し、イタリアがオーストリア・ハンガリー帝国に勝利。
- 1919年 - ギリシャ国王アレクサンドロス1世が平民の娘アスパシア・マノスと結婚し、パリへ駆け落ち。
- 1921年 - 原敬暗殺事件: 原敬首相が東京駅で刺殺される[3]。
- 1921年 - ナチスの突撃隊 (SA) が発足。
- 1922年 - ハワード・カーターがツタンカーメン王の墓の入口を発見。
- 1924年 - 前知事夫人のネリー・ロスがワイオミング州知事選挙に当選。アメリカ初の女性州知事となる。
- 1928年 - 東京高等工商学校校友会発会式挙行。現在の芝浦工業大学の創立記念日。
- 1946年 - ユネスコ憲章が発効し、国連教育科学文化機関（ユネスコ）発足。
- 1946年 - 中華民国外交部長王世杰、条約司司長王化成と、アメリカの駐華大使スチュアート（英語版）、総領事スミスが中米友好通商航海条約（中米商約）を南京で締結する。
- 1948年 - 京都市内でジフテリア予防接種を受けた者が次々と発熱する医療事故が発生。1949年1月15日までに死者68人を記録[4]。最終的に84名が亡くなった[5]。
- 1950年 - 人権と基本的自由の保護のための条約が欧州評議会により採択される。
- 1952年 - アメリカ国家安全保障局設立。
- 1952年 - 1952年アメリカ合衆国大統領選挙で共和党のドワイト・D・アイゼンハワーが当選。
- 1955年 - 第二次世界大戦中に爆撃で破壊されたウィーン国立歌劇場が再建。
- 1956年 - ハンガリー動乱: ソ連軍が首都・ブダペストを制圧し、親ソ派のカダル政権が成立。
- 1962年 - 島倉千代子援護会事務所に爆発物が届き1人負傷。一連の草加次郎事件の最初の事件。
- 1970年 - アメリカで、13歳まで部屋に監禁されていたジーニーが発見される。
- 1979年 - イランアメリカ大使館人質事件が発生。1981年1月に人質が解放。
- 1979年 - プロ野球日本シリーズで広島東洋カープが近鉄バファローズを破り、初の日本一に。（江夏の21球[6]）
- 1980年 - 1980年アメリカ合衆国大統領選挙で共和党のロナルド・レーガンが当選。
- 1980年 - 読売ジャイアンツの王貞治が現役引退。
- 1988年 - アメリカに国立生物工学情報センター設立。
- 1989年 - オウム真理教による坂本弁護士一家殺害事件。
- 1993年 - 中華航空605便オーバーラン事故。
- 1995年 - イスラエルのテルアビブでイツハク・ラビン首相が暗殺。
- 1996年 - 富山県富山市の大川寺遊園の営業が終了。
- 1998年 - 日本の自動車チューナーが、イギリスの高速道路を時速318km/hで走行し逮捕される。世界最高速のスピード違反[7]。
- 2000年 - 旧石器捏造事件: 宮城県の上高森遺跡などで発掘された石器が捏造であったことが発覚。
- 2002年 - 中国国務院総理朱鎔基がプノンペンの第六次首脳会談でASEAN10ヶ国とともにACFTA（中国ASEAN自由貿易協定）を締結する。
- 2003年 - 1976年の観測開始以来最大の太陽フレアが発生。人工衛星や宇宙探査機などに影響が出る。
- 2008年 - 2008年アメリカ合衆国大統領選挙でバラク・オバマがアフリカ系アメリカ人初のアメリカ合衆国大統領に当選。
- 2009年 - トヨタF1チームが2009年のF1世界選手権限りで撤退することを発表した。
- 2014年 - 京都大学構内に無断で立ち入った私服警察官が、学生らに発見され取り押さえられる[8]。
- 2016年 - 2020年以降の温室効果ガス排出削減等のための新たな国際枠組み「パリ協定」が発効[9]。
- 2017年 - サウジアラビアで、ムハンマド皇太子をトップに新設された腐敗防止委員会が、横領と汚職の嫌疑で11人の王族、4人の現職閣僚、数十人の官僚・実業家等を拘束した[10]。
- 2021年 - イギリス医薬品規制当局が、世界で初めて飲み薬の新型コロナの抗ウイルス薬を承認する[11]。

## 誕生日

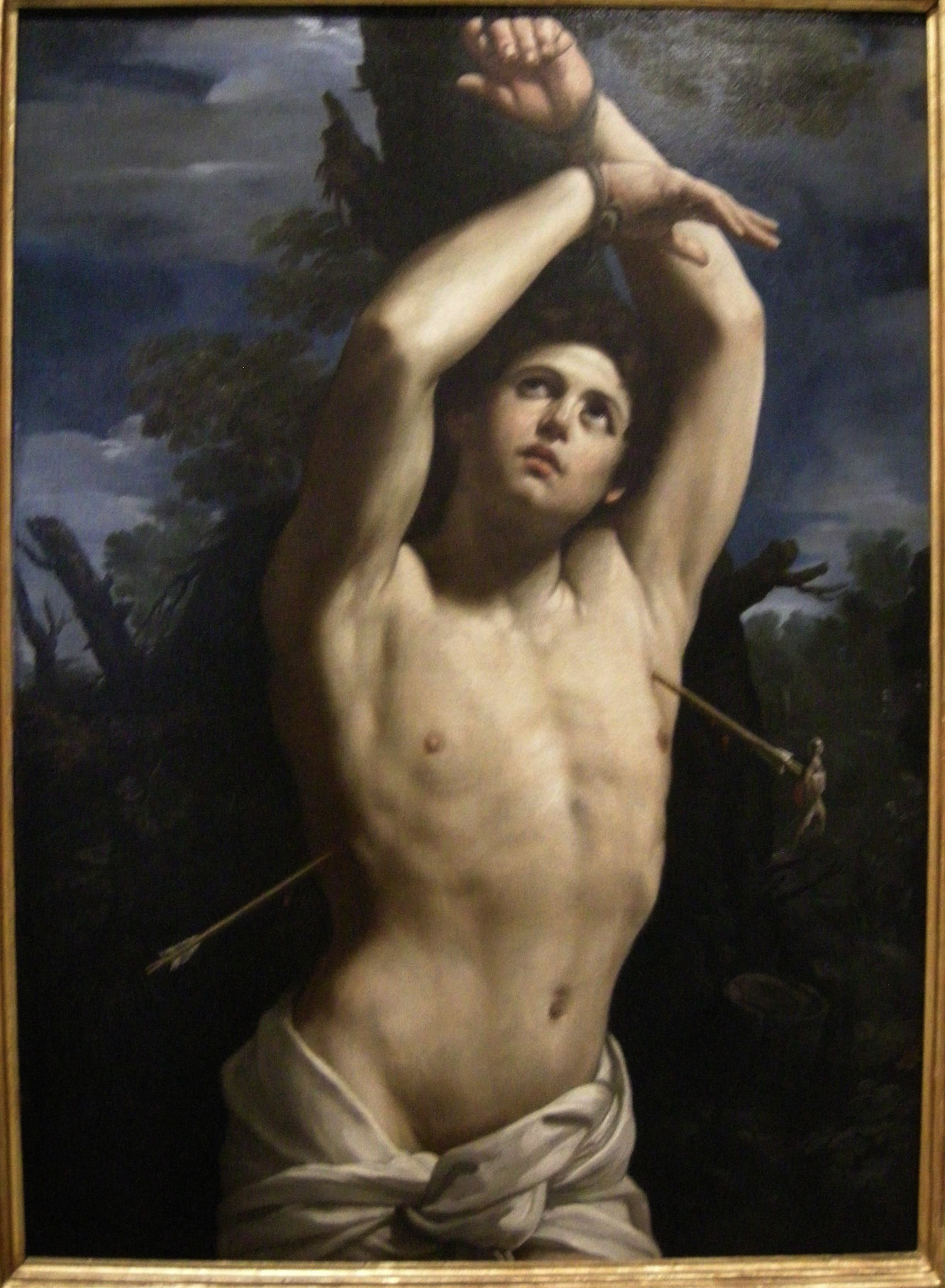
17世紀前半、ボローニャ派に属するイタリアの画家、グイド・レーニ(1575-1642)誕生。画像は《聖セバスチャンの殉教》(1615) 。

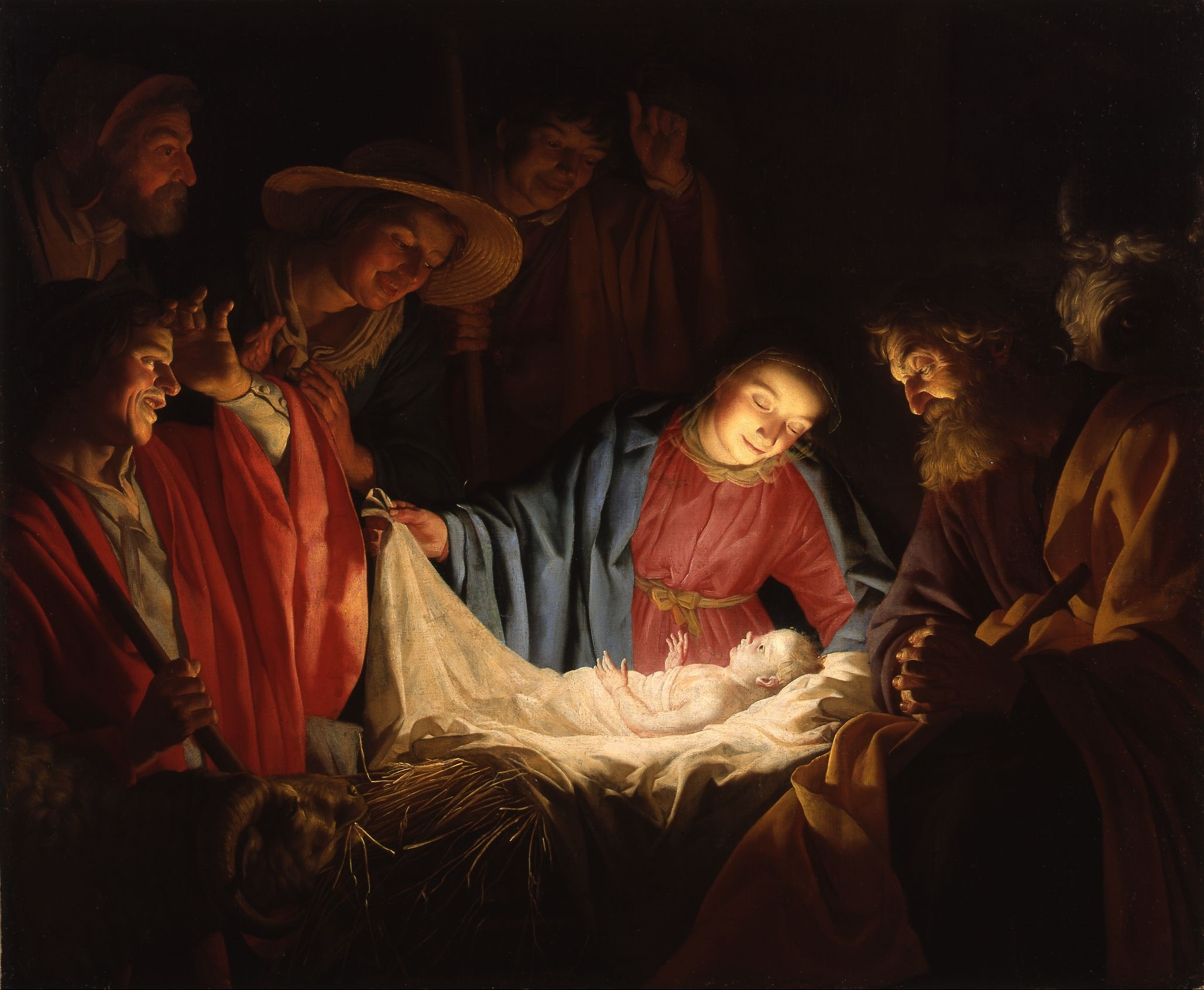
「ゲラールド・デッラ・ノッテ(夜のゲラールド)」の異名を持ったオランダの画家、ヘラルト・ファン・ホントホルスト(1592-1656)誕生。画像は《羊飼いの礼拝》(1622)。

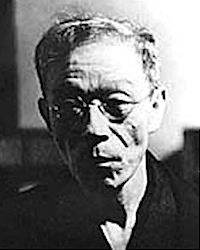
小説家、泉鏡花(1873-1939)誕生。

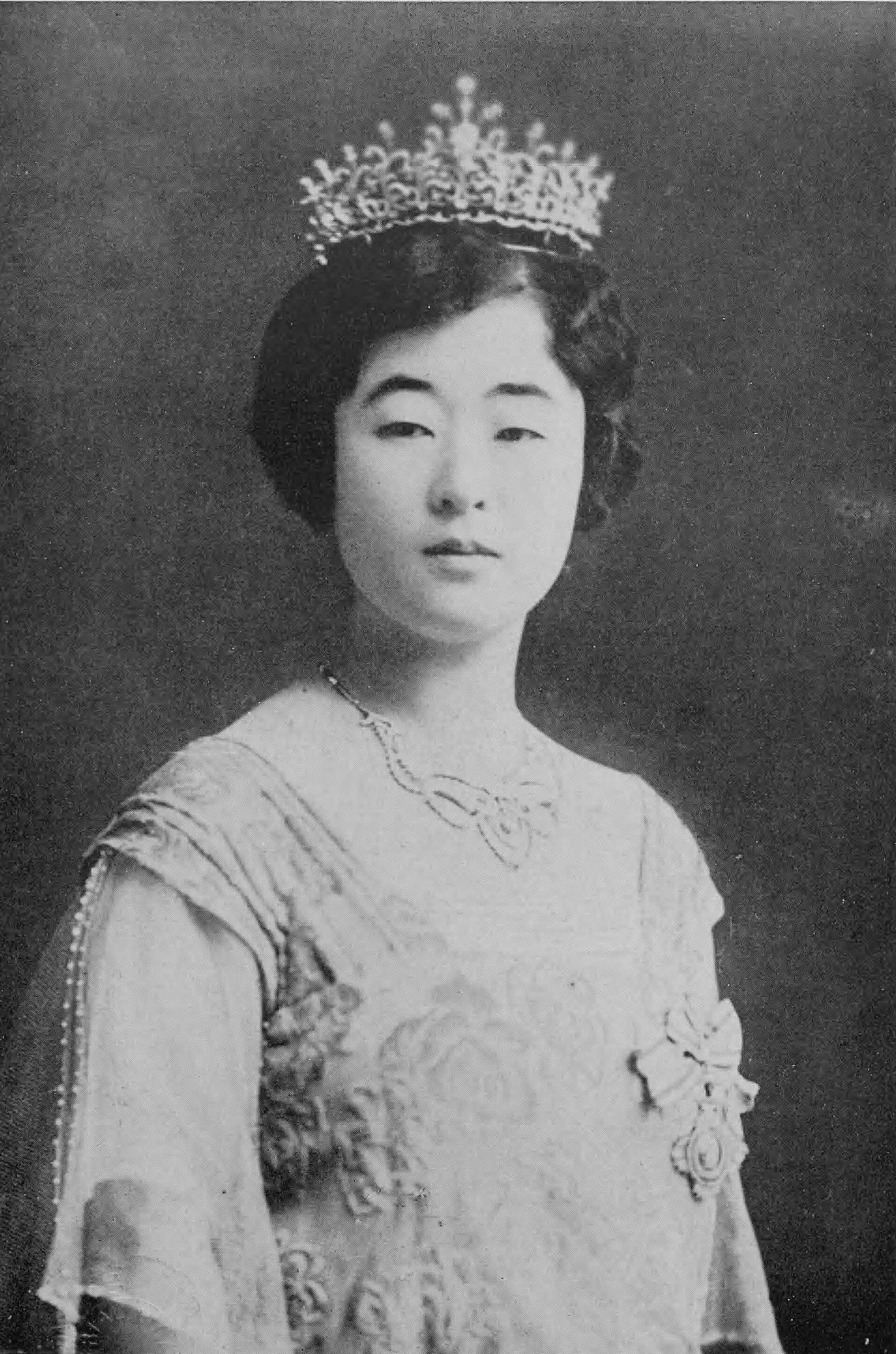
大韓帝国皇太子李垠妃、李方子(1901-1989)誕生。

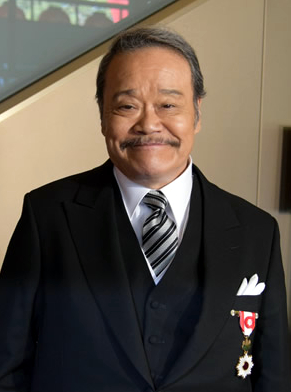
俳優、西田敏行(1947-2024)誕生。

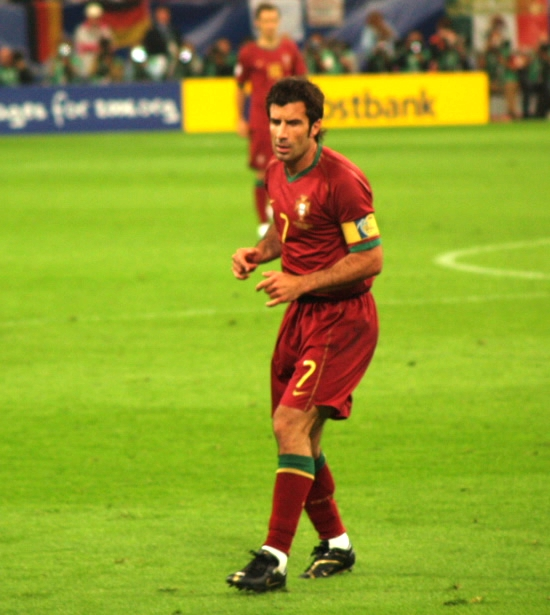
サッカーポルトガル代表選手、ルイス・フィーゴ(1972-)誕生。レアル・マドリード銀河系軍団の1人として2001年FIFA最優秀選手賞受賞。

- 1470年 - エドワード5世、イングランド王（+ 1483年）
- 1575年 - グイド・レーニ、画家（+ 1642年）
- 1592年 - ヘラルト・ファン・ホントホルスト、画家（+ 1656年）
- 1648年（慶安元年9月19日）- 分部嘉高、第3代大溝藩主（+ 1667年）
- 1650年（慶安3年10月11日）- 池田仲澄、初代鹿奴藩主（+ 1722年）
- 1675年（延宝3年9月17日）- 島津吉貴、第4代薩摩藩主（+ 1747年）
- 1782年（天明2年9月29日）- 南部利敬、第10代盛岡藩主（+ 1820年）
- 1791年（寛政3年10月9日）- 本多忠升、第5代神戸藩主（+ 1859年）
- 1791年（寛政3年10月9日）- 稲葉正盛、第3代館山藩主（+ 1820年）
- 1827年（文政10年9月15日）- 武田斐三年、武士、科学者、教育者、陸軍軍人（+ 1880年）
- 1839年（寛政3年9月29日）- 阿部正恒、第8代佐貫藩主（+ 1899年）
- 1841年 - カール・タウジヒ、ピアニスト（+ 1871年）
- 1873年 - 泉鏡花、小説家（+ 1939年）
- 1873年 - ボビー・ウォレス、プロ野球選手（+ 1960年）
- 1878年 - ジュゼッペ・アダーミ、劇作家（+ 1946年）
- 1897年 - 水谷長三郎、政治家、弁護士、労働運動家（+ 1960年）
- 1901年 - 李方子、元大韓帝国皇太子李垠妃（+ 1989年）
- 1902年 - 上村松篁、日本画家（+ 2001年）
- 1906年 - スターリング・ノース、小説家（+ 1974年）
- 1908年 - ジョセフ・ロートブラット、物理学者（+ 2005年）
- 1909年 - 柴野民三、児童文学作家（+ 1992年）
- 1911年 - 清水脩、作曲家（+ 1986年）
- 1913年 - ギグ・ヤング、俳優（+ 1978年）
- 1918年 - 折原脩三、評論家（+ 1991年）
- 1918年 - 桜井七之助、元プロ野球選手（+ 没年不詳）
- 1918年 - アート・カーニー、俳優、コメディアン（+ 2003年）
- 1923年 - 福田平、法学者 （+ 2019年）
- 1926年 - 小松方正、俳優（+ 2003年）
- 1930年 - ディック・グロート、元プロ野球選手、プロバスケットボール選手（+ 2023年）
- 1932年 - 志生野温夫、フリーアナウンサー
- 1933年 - 池内淳子、女優（+ 2010年）
- 1935年 - 木村東道、書家（+ 2007年）
- 1936年 - 斎藤悠子、元アナウンサー
- 1936年 - 前田正二、元高校教諭、アナウンサー（+ 2016年）
- 1939年 - 宮田征典、元プロ野球選手（+ 2006年）
- 1940年 - デルバート・マクリントン、歌手、ミュージシャン
- 1940年 - 宮寺勝利、元プロ野球選手（+ 2025年）
- 1940年 - 森瑤子、小説家（+ 1993年）
- 1942年 - 阿部正俊、政治家（+ 2020年）
- 1942年 - 田邊哲人、スポーツチャンバラの創始者
- 1943年 - 横光克彦、元俳優、政治家
- 1946年 - ロバート・メイプルソープ、写真家（+ 1989年）
- 1946年 - ミシェル・ブラス、料理人
- 1947年 - 西田敏行、歌手、俳優（+ 2024年）
- 1947年 - アレクセイ・ウラノフ、フィギュアスケート選手
- 1948年 - 栗田博憲、調教師
- 1948年 - アマドゥ・トゥマニ・トゥーレ、マリ共和国大統領
- 1948年 - 安木祥二、元プロ野球選手
- 1950年 - 赤出川浩道、俳優
- 1951年 - 岡本一光、元プロ野球選手
- 1951年 - コージー・ファニ・トゥッティ、パフォーミング・アーティスト（スロッビング・グリッスル）
- 1952年 - 田原敬三、空手家（+ 2005年）
- 1952年 - ジェフ・ローバー、ジャズピアニスト
- 1954年 - 清水秀彦、元サッカー選手、解説者
- 1955年 - 深見敏男、馬主
- 1956年 - 荒川太朗、声優（+ 2012年）
- 1956年 - ジョーダン・ルーデス、キーボーディスト
- 1957年 - アレクサンドル・トカチェフ、体操競技選手
- 1957年 - 永井龍雲、シンガーソングライター
- 1958年 - 井上祐美子、作家
- 1958年 - ウーベ・ベーベルスドルフ、フィギュアスケート選手
- 1959年 - 川城和実、映画プロデューサー、アニメーションプロデューサー、実業家
- 1961年 - 福田治男、高校野球指導者
- 1961年 - ラルフ・マッチオ、俳優
- 1963年 - NOKKO、歌手
- 1963年 - リリー・フランキー、イラストレーター、エッセイスト、俳優
- 1963年 - 小池均、元プロ野球選手
- 1963年 - オラシオ・エリソンド、サッカー審判員
- 1964年 - 高杉亘、俳優
- 1964年 - 水谷優子、声優（+ 2016年）
- 1964年 - 元祖爆笑王、構成作家
- 1965年 - PATA、ギタリスト（X JAPAN）
- 1965年 - 橋上秀樹、元プロ野球選手
- 1965年 - 水谷ケイコ、声優
- 1965年 - ジェフ・スコット・ソート、ヴォーカリスト（イングヴェイ・マルムスティーン）
- 1966年 - 三浦雅之、サッカー指導者
- 1966年 - 岡田耕司、元プロ野球選手
- 1967年 - 浅倉大介、作曲家
- 1967年 - 中山裕章、元プロ野球選手
- 1967年 - ライアン・トンプソン、元プロ野球選手
- 1968年 - 後藤圭二、アニメーター
- 1968年 - 名倉潤、お笑い芸人（ネプチューン）
- 1968年 - 山下てつお、漫画家
- 1969年 - 出山知樹、アナウンサー
- 1969年 - 池津祥子、女優
- 1969年 - ショーン・コムズ、MC (ヒップホップ)
- 1969年 - マシュー・マコノヒー、俳優、プロデューサー
- 1971年 - メルビン・バンチ、元プロ野球選手
- 1972年 - 土屋武士、レーシングドライバー
- 1972年 - ルイス・フィーゴ、元サッカー選手
- 1974年 - ルイーズ・ナーディング、歌手
- 1974年 - 山本未來、女優
- 1974年 - セドリック・ビクスラー・ザヴァラ、ヴォーカリスト（マーズ・ヴォルタ）
- 1976年 - 小谷美紗子、シンガーソングライター
- 1976年 - 玉田誠、バイクレーサー
- 1976年 - 松本龍 、アナウンサー
- 1977年 - 林田暢明、思想家
- 1977年 - ラリー・ビグビー、元プロ野球選手
- 1977年 - マーカス・グウィン、元プロ野球選手
- 1977年 - ソ・ジソブ、俳優
- 1978年 - 阿部哲子、元アナウンサー
- 1978年 - ジョン・グラボウ、プロ野球選手
- 1979年 - 鳥谷部健一、元プロ野球選手
- 1980年 - 水田圭介、元プロ野球選手
- 1981年 - 尾野真千子、女優
- 1981年 - 大西敬子、タレント
- 1981年 - 宮地静香[12]、クリケット選手
- 1981年 - 川崎秀人、政治家
- 1981年 - 脇谷亮太、元プロ野球選手
- 1981年 - 夢咲こよい、元AV女優
- 1982年 - エバン・マクレーン、プロ野球選手
- 1982年 - トラビス・ブラックリー、プロ野球選手
- 1983年 - 渡辺蘭、タレント
- 1983年 - 村主千香、元フィギュアスケーター
- 1983年 - いとうあこ、元グラビアアイドル
- 1983年 - 竹本貴志、元騎手（+ 2004年）
- 1985年 - 是永美記、フットサルプレイヤー
- 1986年 - 伊原正樹、元プロ野球選手
- 1987年 - 浅倉結希、元グラビアアイドル
- 1987年 - 福田亮太、元タレント
- 1987年 - ベルマン・エスピノサ、プロ野球選手
- 1987年 - T.O.P、歌手（BIGBANG）
- 1987年 - チャオズ箕輪、プロボクサー
- 1987年 - wowaka、ミュージシャン（+ 2019年）
- 1988年 - 畠山智妃、歌手、タレント（元SDN48）
- 1988年 - 奥田恭子、バレーボール選手
- 1989年 - 宮本佳那子、歌手、女優
- 1989年 - 小林実希、空手家
- 1989年 - 小田裕也、元プロ野球選手
- 1989年 - 井領雅貴、元プロ野球選手
- 1990年 - 又吉克樹、プロ野球選手
- 1990年 - 西口諒、サッカー選手
- 1991年 - 勝武士幹士、大相撲力士（+ 2020年）
- 1992年 - 笠松将、俳優
- 1992年 - ベリーウィリアム、アイドル（元ジャニーズJr.）
- 1992年 - 牧場みのり、元プロレスラー
- 1993年 - 吉持亮汰、元プロ野球選手
- 1995年 - 長浜浩江、元プロレスラー
- 1995年 - 森絵莉加、アイドル（元Especia）
- 1995年 - 玉村祐典、元プロ野球選手
- 1996年 - 安樂智大、プロ野球選手
- 1996年 - 小笹椋、陸上競技選手
- 1996年 - ケイトリン・ホワイエク、フィギュアスケート選手
- 1996年 - チェ・ジンウ、元プロアイスホッケー選手
- 1997年 - 小笠原裕子、アイドル（元JK21）
- 1999年 - 金久保優斗、プロ野球選手
- 2000年 - 理緒奈、アイドル（ピコピコ☆レボリューション）
- 2000年 - 阿部寿世、声優、歌手（fripSide）
- 2001年 - 小椋梨央、元女優
- 2002年 - 川又あん奈、元アイドル（元STU48）
- 2010年 - 澤井梨丘、女優
- 生年不詳 - 太田磨理、アナウンサー
- 生年不詳 - 菅原雅芳、声優
- 生年不詳 - 千葉優輝、声優
- 生年不詳 - 草野太一、声優
- 生年不詳 - 愁☆一樹、漫画家
- 生年不詳 - あずまよしお、漫画家
- 生年不詳 - 村山渉、漫画家
- 生年不詳 - 速水翼、漫画家（+ 2015年）

## 忌日
- 1157年 - マファルダ・デ・サボイア、ポルトガル王アフォンソ1世の妃（* 1125年）
- 1672年 - ルーカス・ファン・ウーデン、画家（* 1595年）
- 1674年（延宝2年10月7日）- 狩野探幽、狩野派絵師（* 1602年）
- 1698年 - ラスムス・バルトリン、医師、文法学者（* 1625年）
- 1769年 - アンドレアス・ブリュニヒェ（英語版）、画家（* 1704年）
- 1781年 - ファウスティーナ・ボルドーニ、ソプラノ歌手（* 1697年）
- 1781年 - ヨハン・ニコラウス・ゲッツ、詩人（* 1721年）
- 1847年 - フェリックス・メンデルスゾーン、作曲家（* 1809年）
- 1856年 - ポール・ドラローシュ、画家（* 1797年）
- 1869年 - ジョージ・ピーボディ、企業家、慈善家（* 1795年）
- 1872年 - トマス・カイトリー、作家、歴史学者（* 1789年）
- 1875年 - ローベルト・フォン・モール、法学者（* 1799年）
- 1893年 - ハイマン・リップマン、発明家（* 1817年）
- 1894年 - フィリップ・ギルバート・ハマトン（英語版）、芸術家、美術評論家（* 1834年）
- 1918年 - ウィルフレッド・オーエン、詩人（* 1893年）
- 1919年 - ダニエル・ペーター、チョコレート職人、ミルクチョコレート開発者（* 1836年）
- 1920年 - ルドヴィッヒ・シュトルーベ、天文学者（* 1858年）
- 1921年 - 原敬、政治家、第19代内閣総理大臣（* 1856年）
- 1921年 - リーヴァイ・メイエール、プロ野球選手（* 1849年）
- 1924年 - ガブリエル・フォーレ、作曲家（* 1845年）
- 1928年 - アーノルド・ロススタイン、賭博師（* 1882年）
- 1930年 - 秋山好古、日本陸軍の大将（* 1859年）
- 1934年 - キャサリン・エイミー・ドーソン・スコット（英語版）、作家、劇作家、詩人（* 1865年）
- 1940年 - 壷井宇乃子、競泳選手（* 1917年）
- 1946年 - 徳川義恕、大正天皇の侍従（* 1878年）
- 1948年 - 福原信三、写真家、実業家、資生堂初代社長（* 1883年）
- 1950年 - ピート・アレクサンダー、プロ野球選手（* 1887年）
- 1950年 - 石渡荘太郎、政治家、大蔵大臣、宮内大臣（* 1891年）
- 1955年 - サイ・ヤング、プロ野球選手（* 1867年）
- 1958年 - ギルバート・ウォーカー、気象学者、数学者、ウォーカー循環発見者（* 1868年）
- 1959年 - レフティ・ウィリアムズ、プロ野球選手（* 1893年）
- 1960年 - 山脇敏子、洋画家、服飾手芸家・教育者（* 1887年）
- 1960年 - 瀬川宗吉[14]、植物学者、藻類学者（* 1904年）
- 1961年 - 坂東三津五郎 (7代目)、歌舞伎役者（* 1882年）
- 1961年 - 松崎半三郎、実業家、森永製菓2代目社長、立教学院元理事長（* 1874年）
- 1964年 - 渡辺良夫[15]、政治家（* 1905年）
- 1965年 - ディッキー・チャペル、ジャーナリスト（* 1918年）
- 1967年 - 野上彰、作家（* 1909年）
- 1968年 - ヴァーン・スティーブンス（英語版）、プロ野球選手（* 1920年）
- 1969年 - カルロス・マリゲーラ、マルクス主義運動家（* 1911年）
- 1974年 - 落合英二、薬学者（* 1898年）
- 1974年 - 新見吉治、歴史学者、教育学者（* 1874年）
- 1974年 - 山崎峯次郎、実業家、エスビー食品創業者（* 1903年）
- 1974年 - バート・パテナウデ、サッカー選手（* 1909年）
- 1977年 - 吉野せい、文筆家（* 1899年）
- 1980年 - 長浜忠夫、アニメーション監督（* 1932年）
- 1982年 - ジャック・タチ、俳優、映画監督（* 1907年）
- 1982年 - ドミニク・ダン、女優（* 1959年）
- 1985年 - カス・ダマト、ボクシングトレーナー（* 1925年）
- 1987年 - 阪田清春、元プロ野球選手（* 1924年）
- 1989年 - 坂本堤、弁護士（* 1956年）
- 1989年 - 隆慶一郎、小説家（* 1923年）
- 1991年 - 小此木彦三郎、政治家（* 1928年）
- 1991年 - 横山フク、政治家（* 1907年）
- 1992年 - 三宅邦子、女優（* 1916年）
- 1993年 - 福井静夫、元大日本帝国海軍少佐、艦艇研究家（* 1913年）
- 1993年 - 萩原昭、元プロ野球選手（* 1927年）
- 1994年 - サム・フランシス、画家（* 1923年）
- 1995年 - 鹿島俊雄、歯科医師、政治家、東京歯科大学理事長（* 1907年）
- 1995年 - イツハク・ラビン、政治家、イスラエル首相（* 1922年）
- 1995年 - ジル・ドゥルーズ、哲学者（* 1925年）
- 1997年 - 青田昇、元プロ野球選手、プロ野球監督（* 1924年）
- 2000年 - 大久保婦久子、皮革工芸家、モンゴル芸術大名誉教授（* 1919年）
- 2000年 - 林家珍平、落語家（* 1940年）
- 2002年 - 渡辺文蔵、実業家、元味の素社長（* 1907年）
- 2002年 - 小島太作、外交官（* 1912年）
- 2002年 - 田中正俊、中国史学者、東洋史学者、東京大学名誉教授（* 1922年）
- 2003年 - 大沢紀三男、元プロ野球選手（* 1926年）
- 2004年 - 西塚泰美、医学者、生物学者、神戸大学名誉教（* 1932年）
- 2005年 - 高橋ひろ、シンガーソングライター（元チューリップ）（* 1964年）
- 2006年 - ネルスン・ボンド、SF作家、ファンタジー作家（* 1908年）
- 2006年 - 清水キョウイチ郎、お笑いタレント（* 1965年）
- 2007年 - 萩原英雄、画家（* 1913年）
- 2007年 - 小野義一郎、実業家（* 1918年）
- 2008年 - 鬼頭政一、元プロ野球選手（* 1920年）
- 2008年 - 大須賀二朗、経営者、元ダイハツ工業社長（* 1924年）
- 2008年 - レナート・ベルゲリン、テニス選手（* 1925年）
- 2008年 - マイケル・クライトン、小説家、脚本家（* 1942年）
- 2009年 - スタニスワフ・フラネク、サッカー選手（* 1919年）
- 2009年 - 大山彰、原子力工学者、東京大学名誉教授（* 1923年）
- 2009年 - イワン・ビアコフ、バイアスロン選手（* 1924年）
- 2009年 - 柳生望、アメリカ文学者、桜美林大学名誉教授（* 1925年）
- 2009年 - 武藤嘉文、政治家、第19代総務庁長官、第115代外務大臣、第53代通商産業大臣、第3代農林水産大臣（* 1926年）
- 2009年 - 朴容旿、実業家（* 1937年）
- 2009年 - アイヴァン・アラン、調教師（* 1941年）
- 2009年 - 渡辺好明、現代美術家（* 1955年）
- 2010年 - ウジェニー・ブランシャール、スーパーセンテナリアン（* 1896年)
- 2010年 - スパーキー・アンダーソン、プロ野球選手、監督（* 1934年）
- 2010年 - 立川談大、落語家（* 1974年)
- 2011年 - ノーマン・ラムゼー、物理学者、ノーベル物理学賞受賞者、ハーバード大学名誉教授（* 1915年）
- 2011年 - シンシア・マイヤーズ、グラビアモデル（* 1950年）
- 2012年 - 上坂高生、作家、教師（* 1926年）
- 2012年 - テッド・カーソン、ジャズトランペット奏者（* 1935年）
- 2012年 - 細谷英二、実業家、元りそなホールディングス会長（* 1945年）
- 2013年 - 根來泰周、弁護士、検察官、浄土真宗本願寺派僧侶（* 1932年）
- 2014年 - 斉藤実、政治家（* 1923年）
- 2015年 - ルネ・ジラール、文芸批評家（* 1923年）
- 2015年 - メリッサ・マシスン、脚本家（* 1950年）
- 2016年 - 山崎達郎、バーテンダー（* 1920年）
- 2016年 - ジャン＝ジャック・ペリー、電子音楽の音楽家（* 1929年）
- 2016年 - 吉永春子、ジャーナリスト、テレビディレクター（* 1931年）
- 2016年 - 五島正規、政治家、医師（* 1939年）
- 2017年 - 菊池三男、土木工学者、官僚（* 1920年）
- 2017年 - 森下真理、児童文学作家（* 1930年）
- 2017年 - 大剛鉄之助、元大相撲力士、元プロレスラー（* 1942年）
- 2018年 - パドマ・ラトナ・トゥラダール、政治家、人権活動家（* 1940年）
- 2018年 - 坂本剛二、政治家（* 1944年）
- 2019年 - ジャック・デュポン、元サイクルロードレーサー（* 1928年）
- 2019年 - 赤攝也、数学者（* 1926年）
- 2019年 - 永村和照、機械設計・歯車工学者、広島大学名誉教授（* 1950年）
- 2020年 - 鹿島昭一、実業家、元鹿島建設社長（* 1930年）
- 2020年 - 土屋嶢、銀行家（* 1946年）
- 2021年 - 横井雍、実業家、元住友ゴム工業社長（* 1930年）
- 2021年 - 川嶋辰彦、経済学者、学習院大学名誉教授（* 1940年）
- 2022年 - 山本進、落語研究家、芸能研究家（* 1931年）
- 2022年 - 及川陸郎、実業家、元相鉄ホールディングス会長（* 1940年）
- 2022年 - 松本一起、作詞家（* 1949年）
- 2023年 - 岩井忠熊、歴史学者、立命館大学名誉教授・元副学長（* 1922年）
- 2023年 - 保利耕輔、政治家、元自治大臣・文部大臣（* 1934年）
- 2023年 - 初代花ノ本寿、俳優、日本舞踊家、花ノ本流十五世宗家（* 1939年）
- 2023年 - 和光晴生、テロリスト、元日本赤軍メンバー（* 1948年）

## 記念日・年中行事
- ユネスコ憲章記念日（ 国際連合）
1946年11月4日にユネスコ憲章が発効し、国連教育科学文化機関（ユネスコ）が発足したことに由来。
- 国家統一と陸軍の日（ イタリア）
1918年のこの日、第一次世界大戦・イタリア戦線の停戦協定（ヴィラ・ジュスティ休戦協定）が発効し、イタリアがオーストリア・ハンガリー帝国に勝利したことを記念。
- 国民団結の日（英語版）（ ロシア）
1612年のこの日、ロシア・ポーランド戦争でロシア国民軍がポーランド軍からモスクワを解放したことを記念。
- 国旗の日（ パナマ）
1925年のこの日にパナマの国旗が制定されたことを記念。
- いい推しの日（ 日本）
岐阜県中津川市付知町の株式会社ゴシンボクが制定。日付が「いいおし」と読む語呂合わせから、いちばん応援している相手（推し）について語り合う日とした[16]。
- 文化放送の日（11月3日に引き続き、2日連続で）（ 日本）
周波数1134kHzにちなんで制定。また、当日が文化の日でもある。